# Jezioro Wielkie Rudnickie
Der Jezioro Wielkie Rudnickie (deutsch: Rudnicker See) ist ein durchfließender See in Grudziądz mit einer Fläche von 177,7 ha und einer maximalen Tiefe von 11,5 m. Der Wasserspiegel des Sees liegt 22,6 m über dem Meeresspiegel. Auf dem See befindet sich eine Insel mit einer Fläche von 0,7 ha. In den Jahren von 1960 bis 1970 war der See durchschnittlich 130 Tage mit Eis bedeckt. 1982 wurden auf dem Seeboden zwei Rohrleitungen gelegt: 312 m und 565 m lang. Die dritte Rohrleitung mit einer Länge von 360 m wurde am 16. September 1990 installiert, um nährstoffreiches sauerstofffreies Tiefwasser in den Fluss Rudniczanka abzuleiten. Siehe: Olszewski-Rohr.
An den Seeufern gibt es viele Ferienhäuser, Verleih von Sport-Touristen-Ausrüstung, kleine Speiselokale, Campingplätze, Strände, Ruderhäfen und Segelzentren. Rund um den See befinden sich Wälder. Dieser Ort wird sowohl von Einwohnern aus Grudziądz als auch von anderen Personen besucht, und zwar nicht nur im Sommer, sondern auch zu anderen Jahreszeiten.